# Modelo de gravedad del comercio
El modelo de  gravedad de comercio internacional, encuadrado dentro de la economía internacional, establece que el comercio entre dos países es proporcional al tamaño económico de ambos, medido por sus respectivos producto interior bruto (PIB) e inversamente proporcional con  la  distancia que existe entre ambos,  manteniéndose constante todas las demás variables.
Este modelo muestra los determinantes del  comercio  en  las  relaciones comerciales entre dos países. Tiene su analogía en la Ley de gravitación universal de Isaac Newton que establece que la fuerza con que se atraen dos cuerpos tiene que ser proporcional al producto de sus masas e inversamente proporcional a la distancia que los separa.  Los modelos gravitacionales han sido aplicados como una alternativa, para explicar los flujos de comercio entre distintos países. 
El modelo matemático básico de comercio entre dos países denominados i y j toma la siguiente forma:
{\displaystyle F_{ij}=G*M_{i}*M_{j}/{D_{ij}}}
donde:
- Fij representa el flujo comercial entre el país "i" y "j"
- G es una constante,
- D es la distancia entre los dos países
- M representa el tamaño económico de los países.

El modelo de gravedad sirve, entre otras cosas, para identificar posibles anomalías en el comercio internacional, en aquellos casos en los que el comercio real se muestra muy por encima o por debajo del previsto por este modelo.

## Historia
El modelo fue introducido por primera vez por Walter Isard en 1954,, quien elaboró el concepto de «potencial de ingresos» en el marco de la economía internacional, basándose en la idea de gravitación demográfica introducida por Stewart en 1941. De manera similar, el trabajo de Stewart sobre el «potencial de población» de 1947 tuvo un impacto significativo en Chauncy Harris,, quien, en 1954, propuso el concepto económico de «potencial de mercado» . Jan Tinbergen (1962) y Pöyhönen (1963) fueron los  primeros autores que aplicaron la ecuación estándar de gravedad.Los primeros trabajos que hicieron uso de esta metodología fueron de carácter empírico y la crítica más extendida era la relativa a la falta de fundamentos teóricos del modelo. 
La  ecuación  de  gravedad, en cierta medida, es una  representación simplificada de las fuerzas de oferta y demanda que influyen en el comercio. En el que el PIB del país de origen recoge la oferta y por otra, la renta del país de destino, representa la demanda potencial. Los costes asociados al comercio, como los del transportes hace disminuir este.